# إدوارد كلود سيلي
إدوارد كلود سيلي هو سياسي كندي، ولد في 25 مايو 1884 في Blissville Parish, New Brunswick ‏ في كندا، وتوفي في 25 سبتمبر 1969. نشط حزبياً في الحزب التقدمي المحافظ في نيو برونزويك ‏. وقد انتخب عضو الجمعية التشريعية لنيو برونزويك ‏.